# Tessner
Tessner Holding KG (Roller) er en tysk møbelkoncern, der bedst kendes for møbelkæden Roller. De har hovedkvarter i Gelsenkirchen. I 1969 grundlagde Hans-Joachim Tessner fra Goslar virksomheden. I 2019 havde de 7.000 ansatte og omsatte for 1,2 mia. euro.